# Slater Moor
Koordinaten: 53° 24′ 19″ N, 11° 50′ 50″ O
Das Slater Moor ist ein Landschaftsschutzgebiet in der Kreisstadt Parchim im Landkreis Ludwigslust-Parchim in Mecklenburg-Vorpommern. 
Das 70 ha große Gebiet erstreckt sich nördlich des Parchimer Ortsteils Slate (siehe Liste der Landschaftsschutzgebiete in Mecklenburg-Vorpommern, Nr. L 96). Es liegt östlich der B 321; am westlichen Rand fließt die Elde. Östlich schließt sich das 150 ha große Landschaftsschutzgebiet Buchholz bei Parchim (L 25) an.